# O Grande Circo Místico
O Grande Circo Místico és una pel·lícula de drama romàntic brasiler del 2018 dirigida i escrita per Carlos Diegues, la seva primera pel·lícula en 12 anys. Es va estrenar al 71è Festival Internacional de Cinema de Canes i va ser seleccionada com a entrada brasilera per l'Oscar a la millor pel·lícula de parla no anglesa als Premis Oscar de 2018, però va ser no nominada.
Està basada en un poema de Jorge de Lima i explica la història d'una gran història d'amor entre un aristòcrata i un acròbata i la saga de la família austríaca propietària del Circ Knieps, i les seves aventures arreu del món durant el principis del segle xx.

## Argument
La història de cinc generacions d'una mateixa família de circ, des de la gran inauguració del Gran Circ Místic el 1910 fins a l'actualitat. Celavi, el mestre de cerimònies que mai envelleix, mostra les aventures i els amors dels Kniep, des de l'apogeu fins a la decadència.

## Repartiment
- Vincent Cassel com a Jean-Paul
- Bruna Linzmeyer com a Beatriz
- Jesuita Barbosa com a Celavi
- Mariana Ximenes com a Margareth
- Juliano Cazarré com a Oto
- Catherine Mouchet com a Imperatriz
- Antônio Fagundes com el Dr. Frederico